# Geesteswetenschappen
Geesteswetenschappen, ook wel Studia Humanitatis genoemd, zijn wetenschappen, die zich bezighouden met de geestesproducten van de mens: talen, zowel de linguïstiek als de studie van elke taal, geschiedenis, filosofie, muziekwetenschap, literatuurwetenschap, cultuurwetenschappen, kunstgeschiedenis, en theologie. Geesteswetenschappen komen in de moderne tijd grotendeels overeen met de alfa- en cultuurwetenschappen.

## Algemeen
Het begrip geesteswetenschappen werd in de negentiende eeuw door Wilhelm Dilthey gemunt als het tegengestelde van natuurwetenschappen. Dilthey stelde (voor) dat zij tezamen de ervaringswetenschappen zouden vormen. In navolging van de natuurwetenschap, die zich richt op de natuur, richt de geesteswetenschap zich op de verheffing en vervolmaking van de natuur door de voortbrengsels, uitingen en processen van de menselijke geest in de geschiedenis en maatschappij.

## Indeling
De term past in een indeling van de wetenschappen volgens een vooral in Vlaanderen vrij verspreide conventie. In Nederland spreekt men eerder over alfawetenschappen of cultuurwetenschappen.
De geesteswetenschappen kunnen als volgt worden onderverdeeld:
- De letteren;
- De theologie, of godgeleerdheid;
- De filosofie, of wijsbegeerte.

### Letteren
De letteren in klassieke zin kunnen verder worden onderverdeeld in:
- Cultuurwetenschappen
- Geschiedenis
- Klassieke talen
- Kunstgeschiedenis
- Letterkunde (ook wel Literatuurwetenschap genoemd)
- Muziekwetenschap
- Regiostudies, waaronder Amerikanistiek en Europese studies
- Taalkunde (ook wel Linguïstiek of Taalwetenschap genoemd)
- Theaterwetenschap
- Talen

Een moderne toevoeging is
- Mediastudies
- Taal- en cultuurstudies

### Overlappingen
Enkele vakgebieden overlappen elkaar en worden tot de geesteswetenschappen, maar ook tot andere stromingen gerekend:
- Antropologie
- Archeologie
- Communicatiewetenschap
- Informatiewetenschap
- Politicologie

## Theologie
De theologie wordt, net als andere geesteswetenschappen, aan de universiteiten meestal gegroepeerd in de faculteit der wijsbegeerte en letteren, alhoewel aan het wetenschappelijke gehalte van sommige vormen van theologie getwijfeld wordt.

## Andere betekenissen
In antroposofische kringen betekent de term geesteswetenschap de beschrijvingen van de geestelijke wereld zoals Rudolf Steiner die in zijn antroposofie weergeeft. Steiner sprak zelf van antroposofische geesteswetenschap. Buiten antroposofische kringen worden die beschrijvingen tot de pseudowetenschappen gerekend.